# Клевцов, Юрий Викторович
Юрий Ви́кторович Клевцо́в (род. 14 апреля 1970, Москва) — российский артист балета и балетмейстер, балетный педагог. Солист балета Большого театра (1988—2008), приглашённый солист театра «Колон» (1993—1998). Заведующий балетной труппой Ростовского музыкального театра (2008—2011), главный балетмейстер (2011—2016) и художественный руководитель балетной труппы (с 2017) Челябинского театра оперы и балета имени М. И. Глинки.
Народный артист России (2008), лауреат международных балетных конкурсов в Москве и Варне (1988).

## Биография
В 1988 году окончил Московское хореографическое училище по классу профессора Александра Прокофьева. Учеником станцевал главные партии в школьных спектаклях «Коппелия» (Франц) и «Тщетная предосторожность» (Колен). В 1988 году принимал участие во Всесоюзном конкурсе артистов балета в Москве (I премия в младшей группе) и в Международном конкурсе артистов балета в Варне (II премия в младшей группе). После выпуска был принят в труппу Большого театра, где его педагогами были Василий Ворохобко, Николай Симачёв, Михаил Лавровский.
В 1992 году получил высшее образование, окончив Московский государственный институт хореографии по специальности «хореография с правом преподавания».
Наряду с работой в Большом театре, в 1993—1998 годах — приглашённый солист аргентинского театра «Колон». В 1999 году исполнил партию Ромео на премьере балета Юрия Григоровича «Ромео и Джульетта» в театре «Кремлёвский балет», в 2000 году — партию Ферхада на премьере балета Юрия Григоровича «Легенда о любви» в Стамбульской опере (Турция).
В 2008 закончил Российскую академию театральных искусств, по специальности «балетмейстер-постановщик».
В 2008—2011 годах — заведующий балетной труппой и балетмейстер-постановщик Ростовского музыкального театра, где стал первым исполнителем партии Клавдия в балете Алексея Фадеечева «Гамлет» (2008) и поставил картину «Половецкие пляски» в опере «Князь Игорь» Александра Бородина (2010).
В 2011 году закончил сценическую карьеру и стал балетмейстером-репетитором Большого театра. С 2011 по 2016 год — главный балетмейстер Челябинского театра оперы и балета имени М. И. Глинки, с 2017 года — художественный руководитель балетной труппы этого театра.

### Семья
Жена — Элина Пальшина (род. 1964), балерина Большого театра (1982—2002). Дочь — Елизавета (род. 2008).

## Репертуар

### Большой театр
- 1988 — Китайская кукла, «Щелкунчик», балетмейстер Юрий Григорович
- 1990 — Бенедикт, «Любовью за любовь», балетмейстер Вера Боккадоро
- 1990 — Беранже и Бернар, «Раймонда», балет Мариуса Петипа в редакции Юрия Григоровича
- 1990 — Данила, «Каменный цветок», балетмейстер Юрий Григорович
- 1992 — Щелкунчик-принц, «Щелкунчик», балетмейстер Юрий Григорович
- 1992 — Ромео, «Ромео и Джульетта», балетмейстер Юрий Григорович
- 1992 — Раб, «Корсар», балет Мариуса Петипа в редакции Константина Сергеева
- 1992 — Спартак, «Спартак», балетмейстер Юрий Григорович
- 1993 — Солор, «Баядерка», балет Мариуса Петипа в редакции Юрия Григоровича
- 1994 — Ферхад, «Легенда о любви», балетмейстер Юрий Григорович
- 1994 — Конрад, «Корсар», балет Мариуса Петипа в редакции Юрия Григоровича
- 1994 — Базиль*, «Дон Кихот», балет Мариуса Петипа и Александра Горского в редакции Юрия Григоровича
- 1996 — Ромео, «Ромео и Джульетта», хореография Леонида Лавровского
- 1997 — Голубая птица, «Спящая красавица», балет Мариуса Петипа в редакции Юрия Григоровича
- 1997 —  Вальс, сцена бала в опере «Иван Сусанин», хореография Ростислава Захарова
- 1998 — Абдерахман, «Раймонда», балет Мариуса Петипа в редакции Юрия Григоровича
- 1998 —  Солист, «Моцартиана», балетмейстер Джордж Баланчин
- 1999 —  Иван, «Конёк-Горбунок», балетмейстер Николай Андросов
- 1999 —  Джеймс, «Сильфида», балет Августа Бурнонвиля в редакции Эльзы фон Розен
- 1999 —  Базиль, «Дон Кихот», балет Мариуса Петипа и Александра Горского в редакции Алексея Фадеечева
- 2002 — Колен, «Тщетная предосторожность», балетмейстер Фредерик Аштон
- 2003 — Пётр*, «Светлый ручей», балетмейстер Алексей Ратманский
- 2003 —  Меркуцио*, «Ромео и Джульетта», балетмейстер Раду Поклитару, режиссёр Деклан Доннеллан
- 2004 — Доктор*, «Палата № 6», балетмейстер Раду Поклитару
- 2006 — Хозе, «Кармен-сюита», балетмейстер Альберто Алонсо
- 2006 — Злой гений, «Лебединое озеро», балетмейстер Юрий Григорович (2-я редакция)
- 2007 — Солист*, Misericordes, балетмейстер Кристофер Уилдон
- 2007 — Конрад, «Корсар», балет Мариуса Петипа, постановка и новая хореография Алексея Ратманского и Юрия Бурлаки
- 2008 — Коста де Борегар, «Пламя Парижа», балетмейстер Алексей Ратманский с использованием хореографии Василия Вайнонена

### Театр «Колон»
- Ромео, «Ромео и Джульетта», хореография Кеннета Макмиллана
- Колен, «Тщетная предосторожность», хореография Фредерика Аштона
- Солор, «Баядерка», хореография Мариуса Петипа, постановка и редакция Наталии Макаровой
- Онегин, «Онегин», хореография Джона Кранко
- Франц, «Коппелия», хореография Мариуса Петипа и Энрико Чекетти

### Другие театры
- 1999 — Ромео**, «Ромео и Джульетта» Юрия Григоровича, театр «Кремлёвский балет» (Москва)
- 2000 — Ферхад**, «Легенда о любви» Юрия Григоровича, Стамбульский оперный театр (Турция).
- 2008 — Клавдий*, «Гамлет» Алексея Фадеечева, Ростовский музыкальный театр

(*) — первый исполнитель партии
(**) — участник премьеры в труппе

## Постановки
- 2010 — «Половецкие пляски» в опере Александра Бородина «Князь Игорь», Ростовский музыкальный театр
- «Корсар», оригинальная редакция балета Мариуса Петипа, Челябинский театр оперы и балета

## Звания и награды
- 1988 — Лауреат Всесоюзного балетного конкурса в Москве (I премия, младшая группа)
- 1988 — Лауреат Международного конкурса артистов балета в Варне (II премия, младшая группа)
- 1995 — Заслуженный артист Российской Федерации[3]
- 2001 — Орден Дружбы[4]
- 2008 — Народный артист Российской Федерации[5]